# Tecnica dei loci

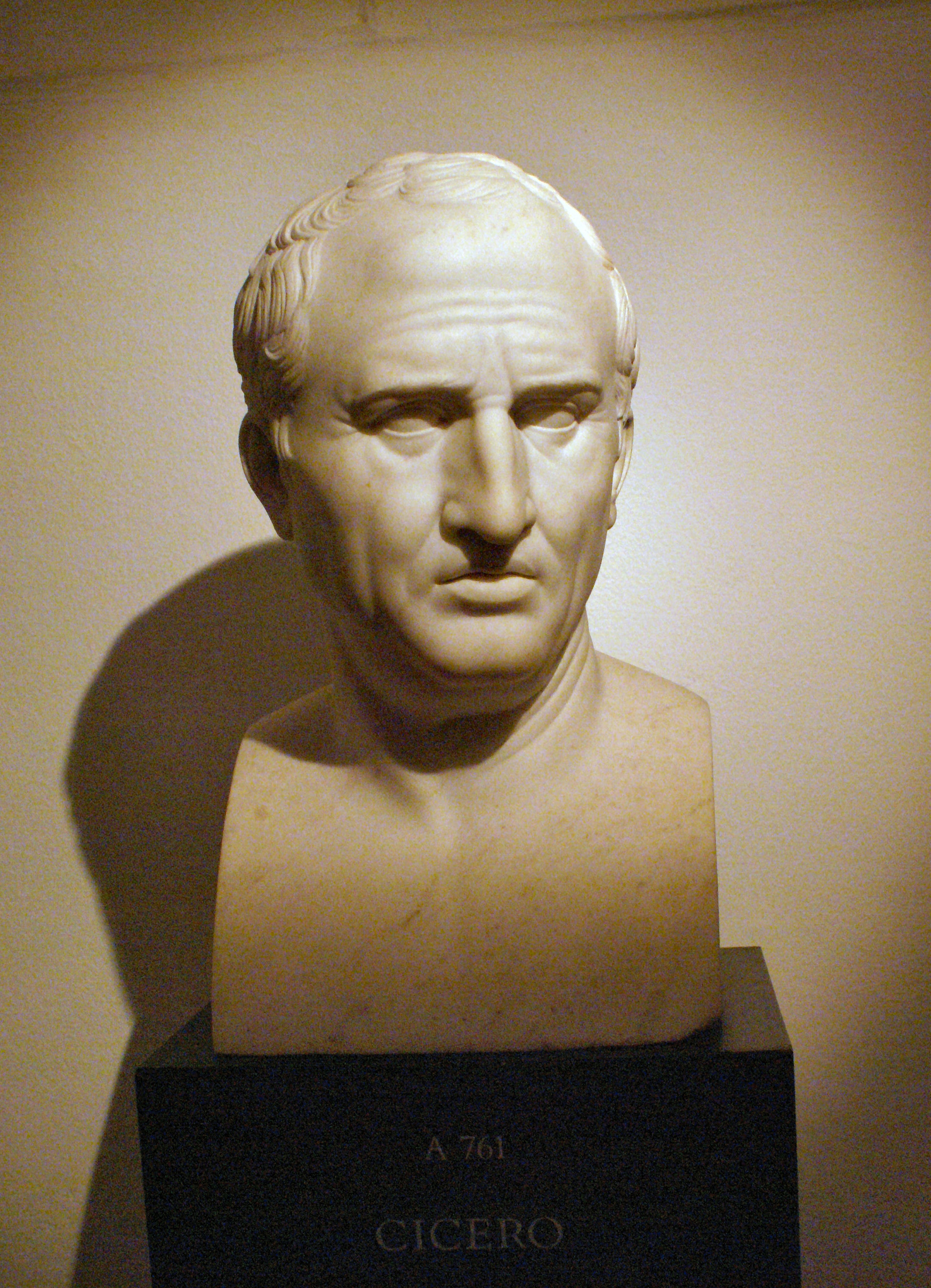
Busto di Marco Tullio Cicerone, uno dei più celebri utilizzatori di questa tecnica

La tecnica dei loci (plurale del termine latino locus, che significa "luogo"), anche chiamata "palazzo della memoria", è una tecnica mnemonica introdotta in antichi trattati di retorica greci e romani (Rhetorica ad Herennium, De oratore, e Institutio oratoria).
In questa tecnica mnemonica gli elementi da ricordare vengono associati a luoghi fisici. Per rammentare in un certo ordine vari contenuti si ricorre alla memorizzazione di relazioni spaziali. Il termine viene utilizzato principalmente in scritti specializzati di psicologia, neurobiologia e memoria, anche se tracce del suo uso generico possono essere rinvenute già in scritti di retorica, logica e filosofia risalenti alla prima metà del XIX secolo.

## Storia
Cicerone, nel suo “De Oratore” narra che tale tecnica mnemonica sarebbe da attribuirsi a tale Simonide di Ceo, poeta lirico dell'antichità. Durante un banchetto presso il re tessalo Skopas, fu chiamato fuori dal palazzo ad accogliere due giovani. Proprio in quel momento, quando il poeta si trovava ancora fuori, il palazzo crollò seppellendo tutti i commensali. Dato che i volti dei morti erano rimasti sfigurati, il poeta riuscì a dare loro un nome ricordando il posto in cui erano seduti.

## Descrizione
La tecnica dei loci viene anche chiamata "Metodo del viaggio" (Journey Method, in inglese), in cui vengono immagazzinate liste di elementi, oppure tecnica della Roman Room (ovvero "della stanza romana"), che risulta più efficace per una memorizzazione di informazioni prive di relazione tra loro. In pratica, si tratta di un metodo di miglioramento della memoria che utilizza la visualizzazione di elementi per ricordare e organizzare le informazioni. Svariati campioni di concorsi di memoria affermano di utilizzare questa tecnica per poter ricordare visi, numeri e liste di parole; il loro successo ha poco a che fare con la struttura del cervello o l'intelligenza, piuttosto il merito è da attribuire all'uso di parti del cervello che controllano l'apprendimento spaziale. Le regioni del cervello utilizzate includono il lobo parietale, la corteccia retrospleniale e l'ippocampo posteriore destro.
(John O'Keefe e Lynn Nadel, The Hippocampus as a Cognitive Map)

### Uso contemporaneo
Molti memorizzatori capaci utilizzano la tecnica dei loci. Le competizioni mnemoniche hanno avuto inizio nel 1991 e sono state introdotte negli USA nel 1997. Parte della competizione consiste nel memorizzare e ricordare sequenze di cifre, numeri a due cifre, lettere dell'alfabeto o carte da gioco. I contendenti utilizzano varie strategie prima della competizione e utilizzando la memoria a lungo termine associano un'immagine vivida ad ogni elemento da ricordare. Inoltre creano una via precisa e familiare, da poter seguire, stabilendovi dei punti definiti detti loci. Successivamente l'unico compito da svolgere nella competizione sarà quello di recuperare l'immagine, associata all'elemento desiderato, da ogni locus. Per ricordare ciò che serve ripercorrono la via creata, si fermano nel locus interessato e osservano l'immagine che li condurrà all'elemento associatovi. I campioni di memorizzazione elaborano la tecnica in modo da combinare diverse immagini. Dominic O'Brien vincitore per otto volte della World Memory Championship utilizza questa tecnica chiamandola The Journey Method (metodo del viaggio). Il tedesco Clemens Mayer, nel 2006 vincitore della sopracitata competizione, utilizzò un “viaggio” composto da 300 punti di riferimento collocati in casa sua, per realizzare il record del mondo nella "number half marathon", riuscendo a memorizzare 1040 cifre casuali in mezz'ora. In un esperimento, utilizzando la tecnica dei loci, un soggetto è addirittura riuscito a memorizzare 65.536 cifre del pi greco.
Utilizzando questa tecnica un individuo con capacità mnemoniche nella media, dopo aver creato una via, stabiliti dei punti di fermo e impresso le immagini di riferimento nella memoria a lungo termine, può riuscire a ricordare l'ordine delle carte di un mazzo mescolato in meno di mezz'ora di pratica. Il record del mondo in questa disciplina è di Simon Reinhard che ha memorizzato un intero mazzo di carte mescolato in 21.19 secondi.
Questa tecnica viene insegnata come tecnica metacognitiva e solitamente viene utilizzata per codificare le idee chiave di un soggetto.
I due approcci sono:
1. Individuare le idee chiave di un soggetto e poi impararle ponendole in relazione tra loro;
2. Pensare profondamente alle idee chiave di un soggetto e arrangiarle in relazione ad un argomento per poi ordinarle ed associarle a dei loci.

Il Rhetorica ad Herennium, e gran parte delle altre risorse riguardo alla tecnica dei loci, consigliano l'integrazione di un'elaborazione codificata, che comprenda immagini o suoni, per migliorare il processo di memorizzazione. Tuttavia, data l'efficacia della memoria spaziale, anche solo posizionare mentalmente degli elementi da ricordare in luoghi veri o immaginari, in vari casi funziona.
Una recente versione della tecnica ha integrato la creazione di luoghi immaginari (case, palazzi, strade) a cui viene applicato lo stesso metodo mnemonico, che funziona come la tecnica dei loci standard nonostante l'iniziale impegno maggiore richiesto nella realizzazione del luogo. Il vantaggio di questo metodo è quello di poter creare città che rappresentano vari argomenti o aree di studio, il che consente di poter organizzare le informazioni in modo ordinato e facilmente accessibile tramite un percorso, quest'ultimo inoltre porterà i ricordi verso l'immagazzinamento nella memoria a lungo termine.
Un esempio della sopravvivenza della tecnica dei loci nella lingua italiana sono le espressioni “in primo luogo”, “in secondo luogo” e altre simili.

## Applicabilità del termine
Il termine “tecnica dei loci” viene in certi casi utilizzato rispetto a ciò che è conosciuta come mnemotecnica le cui origini, secondo la tradizione risalgono alla storia di Simonide e del banchetto distrutto dal terremoto. Simonide fu capace di ricordare i posti in cui erano seduti i commensali e poté in questo modo riconoscere i defunti. Secondo lo psicologo e neuroscienziato Steven M. Kosslyn questo racconto portò allo sviluppo della tecnica mnemonica che i Greci chiamarono “tecnica dei loci” Secondo John Skoyles, neuroscienziato e Dorion Sagan, giornalista scientifico "si tratta di un'antica tecnica di memorizzazione chiamata “tecnica dei loci” in cui i ricordi vengono associati a luoghi mentali, la quale dal racconto di Simonide” Linda Verlee Williams asserisce che "Una tecnica valida è quella detta “dei loci”, creata da Simonide, un poeta greco del V secolo a.C." La psicologa Elizabeth Loftus cita la storia di Simonide e descrive gli aspetti basilari dell'uso dello spazio nella mnemotecnica, inoltre commenta "Questo tipo di tecnica mnemonica viene ora chiamata tecnica dei loci". L'utilizzo di luoghi e posizioni fisiche era particolarmente presente nelle tecniche mnemoniche antiche, tuttavia il termine “tecnica dei loci” non venne utilizzato esclusivamente in riferimento a schemi di memorizzazione basati sull'organizzazione spaziale. Ad esempio, Aristotele parla di topoi (luoghi) in cui i ricordi vengono riuniti. Mentre il Rhetorica ad Herennium tratta l'uso di immagini oltre che di luoghi. Nelle risorse classiche e medievali le tecniche mnemoniche vengono chiamate “arte (o arti) della memoria” (ars memorativa or artes memorativae) invece che “tecnica dei loci”. Questa locuzione non viene utilizzata sempre nemmeno negli studi specializzati sull'argomento, ad esempio Mary Carruthers, professoressa esperta di tecniche mnemoniche chiama questa tecnica “architettura mnemonica”.
In altri casi l'uso del termine è più specifico: "La tecnica dei loci è uno strumento mnemonico che comprende la creazione di una mappa visiva della propria abitazione”
Il nome della tecnica può risultare fuorviante in quanto gli antichi principi della mnemotecnica sopracitati si basano in modo equivalente sia su immagini che su luoghi. L'allenamento mnemonico nell'antichità era molto più comprensivo e specifico riguardo all'importanza degli elementi utilizzati.

## Memoria spaziale e attivazione selettiva del cervello
I campioni di memorizzazione, il cui 90% utilizza la tecnica dei loci, si sono sottoposti a risonanze magnetiche al cervello, i test hanno dimostrato che durante l'utilizzo di questo metodo le regioni del cervello attive sono quelle che regolano la percezione spaziale; queste ultime includono il Lobo parietale, la corteccia retrospleniale e l'ippocampo posteriore destro. Il Lobo parietale è responsabile della codifica e del recupero delle informazioni. Gli individui che riscontrano problemi clinici al Lobo parietale hanno difficoltà ad associare punti di riferimento fisici ai luoghi corrispondenti; inoltre molti di questi pazienti, ricevute indicazioni su un percorso non sono capaci di seguirle e finiscono con il perdersi. La corteccia retrospleniale è, invece, una zona collegata alla memoria di navigamento; durante gli studi di Helen H. J. Pothuizen sugli effetti di specifiche lesioni granulari della corteccia retrospleniale nei ratti, i ricercatori hanno riscontrato una relazione stabile tra le suddette lesioni e il peggioramento delle abilità di comprensione spaziale. I ratti malati, sotto esperimento, non riescono a ricordare in quale parte del labirinto sono già stati, non esplorano quasi mai parti nuove e spesso dimenticano il percorso durante gli esperimenti successivi; per queste ragioni impiegano molto più tempo per completare il percorso ed uscire dal labirinto rispetto ai ratti con una corteccia retrospleniale sana.
In uno studio classico di neuroscienza cognitiva O'Keefe e Nadel sostengono la seguente tesi "L'Ippocampo è il centro del sistema della memoria neuronale e fornisce un quadro oggettivo in cui gli elementi e gli eventi, facenti parte dell'esperienza di un organismo, sono localizzati e correlati tra loro." Questa teoria è fonte di grandi dibattiti infatti è stato fatto presente tramite esperimenti che “L'Ippocampo convalida la nostra capacità di navigazione, la creazione e il recupero dei ricordi e l'abilità di immaginare esperienze future. Il modo in cui si svolgano tali attività tra milioni di neuroni ippocampali è tuttora un'incognita notevole della Neuroscienza, inoltre è aperto il dibattito su dimensioni e organizzazione dei neuroni ippocampali.":

## Cultura di massa

### Letteratura
- Nel libro del 1981 Little, Big di John Crowley, il personaggio Ariel Hawksquill utilizza questa tecnica.
- Nel libro Hannibal (1999), terzo capitolo della saga dello scrittore Thomas Harris, la tecnica dei loci viene impiegata dal personaggio di fantasia Hannibal Lecter. In svariati paragrafi del libro vi sono descrizioni del Dr. Lecter che si appresta ad attraversare un complesso Palazzo della memoria per poter recuperare dei ricordi.[20]
- Nel libro L'esercito dei mercenari di Matthew Reilly, il protagonista Shane Schofield utilizza la tecnica per preservare i buoni ricordi e proteggersi da abusi psicologici.
- Nel libro Wolf Hall di Hilary Mantel il protagonista Thomas Cromwell utilizza questa tecnica.
- È inoltre l'argomento principale del libro Moonwalking with Einstein: The Art and Science of Remembering Everything di Joshua Foer

### Televisione
- Nell'episodio "I mastini di Baskerville" della serie tv Sherlock,  Sherlock Holmes utilizza il suo palazzo della mente per recuperare ricordi utili alla risoluzione del caso. Nella medesima serie, la tecnica viene nuovamente citata nel primo episodio della terza stagione, "La casa vuota"; Sherlock Holmes utilizza il palazzo mentale anche nelle puntate successive della stessa serie, e la tecnica assume particolare rilievo nell'episodio "L'ultimo giuramento" e in particolare nell'episodio speciale del 2016 "L'abominevole sposa" dove in quasi tutto l'episodio Sherlock Holmes si immerge nel suo palazzo mentale per risolvere un caso nel lontano passato.
- Nell'episodio "The Long Fuse" della serie tv Elementary, Sherlock Holmes utilizza la tecnica per ricordare una frase.
- Il Palazzo della memoria viene inoltre utilizzato in molti episodi della serie tv The Mentalist dal protagonista Patrick Jane per aiutare testimoni e colleghi.